# Samtgemeinde Oldendorf-Himmelpforten
La Samtgemeinde Oldendorf-Himmelpforten è una comunità amministrativa della Bassa Sassonia, in Germania.

## Storia
La Samtgemeinde Oldendorf-Himmelpforten venne creata il 1º gennaio 2014 dalla fusione delle Samtgemeinde di Himmelpforten e di Oldendorf.

## Suddivisione
La Samtgemeinde Oldendorf-Himmelpforten comprende 10 comuni:
- Burweg
- Düdenbüttel
- Engelschoff
- Estorf
- Großenwörden
- Hammah
- Heinbockel
- Himmelpforten
- Kranenburg
- Oldendorf